# Brueghel
Brueghel, Bruegel oder Breughel [ˈbɾøːɣəl] ist der Name einer südniederländischen und flämischen Malerfamilie. Die Schreibung des Nachnamens variierte bereits zeitgenössisch.

## Bekannte Familienmitglieder
- Abraham Brueghel (genannt Neapolitaner; vor 1631–1697)
- Ambrosius Brueghel (vor 1617–1675)
- Anna Brueghel (1620–1656)
- F. Brueghel (tätig um 1642)
- Ferdinand Brueghel (vor 1637–1662)
- Frans Hieronymus Bruegel (tätig um 1565)
- Henri Ferdinand Brueghel (tätig im 17. Jahrhundert)
- Jan Brueghel der Ältere (genannt Samtbrueghel oder Blumenbrueghel; 1568–1625), flämischer Maler
- Jan Brueghel der Jüngere (1601–1678), flämischer Maler
- Jan Baptist Brueghel (1647–1719), flämischer Maler
- Jan Peeter Brueghel (1628–nach 1664), flämischer Maler
- Pieter Bruegel der Ältere (genannt Bauernbruegel; 1525/1530–1569), niederländischer Maler
- Pieter Brueghel der Jüngere (genannt Höllenbrueghel; 1564–1638), flämischer Maler
- Pieter III. Brueghel (1589–um 1640), flämischer Maler
- Philips Brueghel (1635–nach 1662)
- U. Brueghel (tätig um 1635)